# Una notte al museo (serie di film)

Logo della serie

Una notte al museo è una saga cinematografica.
I film della serie sono stati realizzati dal 2006 al 2022, anno di uscita del quarto capitolo (Una notte al museo - La vendetta di Kahmunrah).

## Film
1. Una notte al museo (Night at the Museum), regia di Shawn Levy (2006);
2. Una notte al museo 2 - La fuga (Night at the Museum: Battle of the Smithsonian), regia di Shawn Levy (2009);
3. Notte al museo - Il segreto del faraone (Night at the Museum: Secret of the Tomb), regia di Shawn Levy (2014)
4. Una notte al museo - La vendetta di Kahmunrah[1] (Night at the Museum: Kamunrah Rises Again), regia di Matt Danner (2022)

## Accoglienza

### Incassi
Questi dati sono quelli riportati nei siti web Box Office Mojo (dati USA e mondiali) e Movieplayer (dati Italia). Dati aggiornati al settembre 2014.
| Film                                           | Stati Uniti   | Altri territori | Italia       | Mondo           | Budget        |
| ---------------------------------------------- | ------------- | --------------- | ------------ | --------------- | ------------- |
| Una notte al museo (2006)                      | $ 250.863.268 | $ 323.617.573   | € 11.500.000 | $ 574.480.841   | $ 110.000.000 |
| Una notte al museo 2 - La fuga (2009)          | $ 177.243.721 | $ 235.862.449   | € 6.900.000  | $ 413.106.170   | $ 150.000.000 |
| Notte al museo - Il segreto del faraone (2014) | $ 113.746.294 | $ 249.454.014   | € 5.654.637  | $ 363.204.635   | $ 127.000.000 |
| Totale                                         | $ 541.853.610 | $ 808.938.036   | € 24.054.637 | $ 1.350.791.646 | $ 387.000.000 |

### Critica
| Film                                           | Rotten Tomatoes      | Rotten Tomatoes     | Metacritic          |
| Film                                           | Assoluto             | Top della critica   | Metacritic          |
| ---------------------------------------------- | -------------------- | ------------------- | ------------------- |
| Una notte al museo (2006)                      | 42% (139 recensioni) | 41% (34 recensioni) | 48 (28 recensioni)  |
| Una notte al museo 2 - La fuga (2009)          | 44% (169 recensioni) | 42% (38 recensioni) | 42 (31 recensioni)  |
| Notte al museo - Il segreto del faraone (2014) | 48% (113 recensioni) | 52% (29 recensioni) | 47% (33 recensioni) |
| Giudizio medio                                 | -                    | -                   | -                   |